# 山口県企業局
山口県企業局（やまぐちけんきぎょうきょく）は、山口県の地方公営企業である。電気事業、工業用水道事業を行っている。

## 概要

### 電気事業
1924年（大正13年）に山口県電気局として発足した後、県下の電気会社の統合・県営化を進め当時全国でも最大規模の公営電気事業者となった。しかし、電気事業の国家管理に伴い、1942年（昭和17年）、山口県電気局を解散し、施設は中国配電（現中国電力）に引き継がれた。この関係で同県は中国電力の大株主である。
1953年（昭和28年）、土木部所管で県営電気事業を再発足させ、1965年（昭和40年）に工業用水道事業（後述）と統合して、現在の県企業局となった。
現在は14事業、総給水能力約171万㎥/日を有し、全国一位の規模となっている。

### 工業用水道事業
1940年（昭和15年）、都濃郡向道村で整備していた向道ダムが完成。徳山地域への工業用水を供給を始めた。1959年（昭和34年）に県営工業用水道事業が発足。
その後、木屋川・厚東川・小瀬川・川上・周南・佐波川・柳井川・富田夜市川と相次いで工業用水道を整備。1965年（昭和40年）に電気事業（先述）と統合して、現在の県企業局となった。

## 歴史
- 1924年 - 山口県電気局が発足。県営初の水力発電所として錦川第1発電所の運転開始。
- 1940年 - 全国2番目となる公営工業用水の向道ダム完成。
- 1942年 - 山口県電気局解散。
- 1946年 - 木屋川工業用水道の供給開始。
- 1950年 - 厚東川工業用水道の供給開始。
- 1953年 - 山口県営電気事業が再発足。
- 1955年 - 木屋川発電所運転開始。
- 1956年 - 佐波川発電所運転開始。
- 1959年 - 工業用水道事業法制定により県営工業用水道事業が発足。
- 1960年 - 小瀬川工業用水道の供給開始。
- 1963年 - 川上工業用水道の供給開始。
- 1965年 - 工業用水道事業と電気事業を経営する山口県企業局発足。菅野発電所外2発電所運転開始。
- 1966年 - 周南工業用水道の供給開始。
- 1967年 - 佐波川工業用水道の供給開始。
- 1971年 - 柳井川工業用水道の供給開始。
- 1975年 - 県営最大規模の新阿武川発電所運転開始。
- 1979年 - 厚東川第2期工業用水道の供給開始。
- 1981年 - 富田・ 夜市川工業用水道の供給開始。
- 2000年 - 小瀬川第2期工業用水道の供給開始。

## 事業

### 電気事業
- 小瀬川発電所（小瀬川ダム）
- 本郷川発電所
- 生見川発電所（生見川ダム）
- 末武川発電所（末武川ダム）
- 菅野発電所（菅野ダム）
- 水越発電所（水越ダム）
- 徳山発電所
- 佐波川発電所（佐波川ダム）
- 木屋川発電所（木屋川ダム）
- 新阿武川発電所（阿武川ダム）

### 工業用水道事業
- 小瀬川工業用水道
- 生見川工業用水道
- 末武川工業用水道
- 周南工業用水道
- 向道・川上工業用水道
- 富田・夜市川工業用水道
- 佐波川工業用水道
- 厚東川工業用水道
- 厚狭川工業用水道
- 木屋川工業用水道